# Jesse Lingard
Jesse Ellis Lingard (* 15. prosince 1992 Warrington) je anglický profesionální fotbalista, který hraje na pozici ofensivního záložníka za korejský klub FC Soul a za anglický národní tým.

## Klubová kariéra

### Manchester United
Lingard se narodil ve městě Warrington, které leží 32 kilometrů západně od Manchesteru. V sedmi letech se rozhodl připojit do akademie Manchesteru United. Zde postupně prošel všemi mládežnickými kategoriemi.
Jeho seniorský debut se ale nekonal v mateřském celku, nýbrž v Leicester City, kam byl poslán na hostování. Stalo se tak v sezóně 2012/13, kdy tento klub hrával Football League Championship. V dalších sezónách (2013–2015) hostoval v celcích Birmingham City, Brighton & Hove Albion FC a Derby County FC. Od sezony 2015/16 byl součástí širšího kádru Manchesteru United.
V dubnu 2017 se Lingard s Red Devils dohodl a následně také podepsal nový čtyřletý kontrakt, jehož součástí je opce i pro sezonu 2021/2022. Týdně si díky této smlouvě měl přijít na sto tisíc liber.

#### West Ham United (hostování)
Lingard odešel v lednu 2021 z Manchesteru United na půlroční hostování do West Hamu United. Svého debutu v klubu se dočkal 3. února, kdy odehrál celé ligové utkání proti Aston Ville a dvěma góly rozhodl o výhře 3:1. 5. dubna vstřelil gól do sítě Wolverhamptonu Wanderers po sólové akci. Tato branka byla vyhlášena nejkrásnějším gólem měsíce a samotný Lingard získal za své výkony ocenění pro nejlepšího hráče soutěže za měsíc duben. Své hostování zakončil s působivou bilancí 16 odehraných zápasů, 9 vstřelených branek a 5 asistencí.

#### Návrat do Manchesteru
Lingard se po úspěšné sezoně vrátil do Manchesteru United, na Old Trafford se opětovně musel smířit s rolí náhradníka a znovu se začalo spekulovat o jeho odchodu. Ofenzivně laděný fotbalista měl kontrakt jen do konce sezony 2021/22.
V březnu 2022 bylo oznámeno, že se Lingard společně s Juanem Matou a Edinsonem Cavanim nedočká nových kontraktů v Manchesteru United a že v létě anglický velkoklub opustí.

### Nottingham Forest
Dne 21. července 2022 angažoval Lingarda nováček Premier League Nottingham Forest. Ten s bývalým hráčem Manchesteru United podepsal roční kontrakt.Lingard v prosinci v osmifinále EFL Capu  dal druhý gól a rozhodl zápas s Blackburnem.

## Reprezentační kariéra
Lingard reprezentoval Anglii již v juniorských kategoriích. Připsal si 3 starty za reprezentaci U17 a 11 startů za U21, přičemž se dvakrát dokázal prosadit gólově. V říjnu 2016 se konal jeho debut v seniorské reprezentaci v rámci kvalifikace na Mistrovství světa. Anglie se tehdy utkala s výběrem Malty a zvítězila v poměru 2:0. Lingard odehrál celý zápas na pozici levého křídla.